# Tiokamp för herrar vid olympiska sommarspelen 2008
Herrarnas tiokamp vid olympiska sommarspelen 2008 ägde rum 21-22 augusti i Pekings Nationalstadion. 

## Medaljörer
| Event   | Guld           | Guld  | Silver                    | Silver | Brons              | Brons |
| Tiokamp | Bryan Clay USA | 8 791 | Andrej Krautjanka Belarus | 8 551  | Leonel Suárez Kuba | 8 527 |

## Resultat

### 100m

#### Heat 1
21 augusti 2008 - 9:20
Vind: -0.6 m/s
| Placering |   | Idrottare           | Land      | Tid   | Noteringar | Poäng | Reaktionstid |
| --------- | - | ------------------- | --------- | ----- | ---------- | ----- | ------------ |
| 1         | 6 | Leonel Suárez       | Kuba      | 10,90 | PB         | 883   | 0,149        |
| 2         | 3 | Aleksandr Pogorelov | Ryssland  | 11,07 |            | 845   | 0,159        |
| 3         | 7 | André Niklaus       | Tyskland  | 11.12 |            | 834   | 0.147        |
| 4         | 9 | Mikk Pahapill       | Estland   | 11.15 |            | 827   | 0.153        |
| 5         | 2 | Mikko Halvari       | Finland   | 11.18 |            | 821   | 0.167        |
| 6         | 5 | Roman Šebrle        | Tjeckien  | 11.21 |            | 814   | 0.150        |
| 7         | 4 | Damjan Sitar        | Slovenien | 11.21 |            | 814   | 0.158        |
| 8         | 8 | Janis Karlivans     | Lettland  | 11.36 |            | 782   | 0.153        |

#### Heat 2
21 augusti 2008 - 9:27
Vind: -0.2 m/s
| Placering |   | Idrottare         | Land           | Tid   | Noteringar | Poäng | Reaktionstid |
| --------- | - | ----------------- | -------------- | ----- | ---------- | ----- | ------------ |
| 1         | 4 | Yordanis García   | Kuba           | 10,64 | PB         | 942   | 0,144        |
| 2         | 8 | Maurice Smith     | Jamaica        | 10.85 | SB         | 894   | 0.148        |
| 3         | 3 | Andres Raja       | Estland        | 10.89 | =PB        | 885   | 0.145        |
| 4         | 2 | Andrej Krautjanka | Belarus        | 10.96 | SB         | 870   | 0.174        |
| 5         | 6 | Carlos Chinin     | Brasilien      | 10.99 |            | 863   | 0.176        |
| 6         | 9 | Aleksej Sijsojev  | Ryssland       | 11.03 |            | 854   | 0.156        |
| 7         | 5 | Daniel Awde       | Storbritannien | 11.06 |            | 847   | 0.145        |
| 8         | 7 | Tom Pappas        | USA            | 11.12 |            | 834   | 0.191        |

#### Heat 3
21 augusti 2008 - 9:34
Vind: 0.3 m/s
| Placering |   | Idrottare         | Land      | Tid   | Noteringar | Poäng | Reaktionstid |
| --------- | - | ----------------- | --------- | ----- | ---------- | ----- | ------------ |
| 1         | 2 | Bryan Clay        | USA       | 10,44 |            | 989   | 0.136        |
| 2         | 3 | Trey Hardee       | USA       | 10.52 |            | 970   | 0,144        |
| 3         | 8 | Oleksij Kasianov  | Ukraina   | 10.53 | PB         | 968   | 0.157        |
| 4         | 7 | Jangy Addy        | Liberia   | 10.76 | PB         | 915   | 0.187        |
| 5         | 5 | Michael Schrader  | Tyskland  | 10.80 |            | 906   | 0.186        |
| 6         | 9 | Arthur Abele      | Tyskland  | 10.90 |            | 883   | 0.136        |
| 7         | 4 | Massimo Bertocchi | Kanada    | 11.00 |            | 861   | 0.181        |
| 8         | 6 | Dmitrij Karpov    | Kazakstan | 11.83 |            | 685   | 0.128        |

#### Heat 4
21 augusti 2008 - 9:41
Vind: -0.4 m/s
| Placering |   | Idrottare              | Land          | Tid   | Noteringar | Poäng | Reaktionstid |
| --------- | - | ---------------------- | ------------- | ----- | ---------- | ----- | ------------ |
| 1         | 5 | David Gómez            | Spanien       | 11,12 | SB         | 834   | 0,137        |
| 2         | 6 | Haifeng Qi             | Kina          | 11.15 | SB         | 827   | 0.177        |
| 3         | 3 | Eugene Martineau       | Nederländerna | 11.19 |            | 819   | 0.129        |
| 4         | 7 | Hans van Alphen        | Belgien       | 11.28 |            | 799   | 0.171        |
| 5         | 8 | Aliaksandr Parchomenka | Belarus       | 11.29 | =SB        | 797   | 0.194        |
| 6         | 4 | Gonzalo Barroilhet     | Chile         | 11.33 |            | 789   | 0.169        |
| 7         | 2 | Pavel Andrejev         | Uzbekistan    | 11.47 |            | 759   | 0.145        |
| 8         | 9 | Vitalij Smirnov        | Uzbekistan    | 11.56 |            | 740   | 0.145        |

#### Heat 5
21 augusti 2008 - 9:48
Vind: -0.1 m/s
| Placering |   | Idrottare         | Land      | Tid   | Noteringar | Poäng | Reaktionstid |
| --------- | - | ----------------- | --------- | ----- | ---------- | ----- | ------------ |
| 1         | 2 | Hadi Sepehrzad    | Iran      | 10,92 |            | 878   | 0,157        |
| 2         | 3 | Aleksej Drozdov   | Ryssland  | 11.02 |            | 856   | 0.119        |
| 3         | 5 | Slaven Dizdarevic | Slovakien | 11.16 |            | 825   | 0.175        |
| 4         | 7 | Romain Barras     | Frankrike | 11.26 | SB         | 804   | 0.170        |
| 5         | 8 | Mikalai Sjubjanok | Belarus   | 11.31 | SB         | 793   | 0.150        |
| 6         | 9 | Frédéric Xhonneux | Belgien   | 11.41 | SB         | 771   | 0.133        |
| 7         | 6 | Attila Zsivóczky  | Ungern    | 11.86 |            | 679   | 0.179        |
| 8         | 4 | Victor Covalenco  | Moldavien | 11.87 |            | 677   | 0.154        |

### Längdhopp

#### Grupp A
21 augusti 2008 - 11:00
| Placering | Idrottare              | Land           | 1           | 2           | 3           | Längd | Vind   | Noteringar | Poäng |
| --------- | ---------------------- | -------------- | ----------- | ----------- | ----------- | ----- | ------ | ---------- | ----- |
| 1         | Jangy Addy             | Liberia        | 7.31 (0.8)  | 7.20 (2.1)  | 7.38 (0.9)  | 7,38  | (0,9)  | PB         | 905   |
| 2         | Leonel Suárez          | Kuba           |             | 7.33 (0.8)  |             | 7,33  | (0,8)  | PB         | 893   |
| 3         | Aleksej Drozdov        | Ryssland       | 7.23 (-0.1) |             | 7.15 (1.6)  | 7.23  | (-0.1) |            | 869   |
| 4         | Haifeng Qi             | Kina           |             | 7.06 (0.1)  | 7.22 (1.6)  | 7.22  | (1.6)  |            | 866   |
| 5         | Daniel Awde            | Storbritannien | 6.98 (-0.3) | 7.12 (0.3)  | 7.04 (-0.8) | 7.12  | (0.3)  | SB         | 842   |
| 6         | Romain Barras          | Frankrike      |             | 6.80 (-0.7) | 7.08 (1.0)  | 7.08  | (1.0)  | SB         | 833   |
| 7         | Gonzalo Barroilhet     | Chile          |             |             | 7.08 (1.9)  | 7.08  | (1.9)  |            | 833   |
| 8         | Yordanis García        | Kuba           | 7.07 (0.3)  |             | 7.00 (1.1)  | 7.07  | (0.3)  | SB         | 830   |
| 9         | Slaven Dizdarevic      | Slovakien      | 6.83 (-1.3) | 6.59 (-0.6) | 7.02 (0.3)  | 7.02  | (0.3)  |            | 818   |
| 10        | Aliaksandr Parchomenka | Belarus        | 6.99 (0.0)  | 5.66 (-0.3) |             | 6.99  | (0.0)  | SB         | 811   |
| 11        | Mikko Halvari          | Finland        |             | 6.88 (-0.2) |             | 6.88  | (-0.2) |            | 785   |
| 12        | Mikalai Sjubjanok      | Belarus        | 6.86 (0.6)  | 6.57 (0.8)  | 6.75 (0.7)  | 6.86  | (0.6)  | SB         | 781   |
| 13        | Hadi Sepehrzad         | Iran           | 6.80 (1.0)  | 6.69 (-0.8) | 6.63 (0.7)  | 6.80  | (1.0)  |            | 767   |
| 14        | Aleksej Sijsojev       | Ryssland       |             | 6.77 (0.3)  | 6.39 (0.1)  | 6.77  | (0.3)  |            | 760   |
| 15        | Pavel Andreev          | Uzbekistan     | 6.62 (-0.3) | 6.47 (-0.5) | 6.45 (0.7)  | 6.62  | (-0.3) |            | 725   |
| 16        | Hans van Alphen        | Belgien        |             |             | 6.55 (0.3)  | 6.55  | (0.3)  |            | 709   |
| 17        | Victor Covalenco       | Moldavien      |             | 6.37 (-0.4) | 6.50 (0.7)  | 6.50  | (0.7)  |            | 697   |
| 99        | Attila Zsivóczky       | Ungern         |             |             |             | NM    |        |            | 0     |
| 99        | Vitalij Smirnov        | Uzbekistan     |             |             |             | NM    |        |            | 0     |
| 99        | Dmitrij Karpov         | Kazakstan      |             |             |             | DNS   |        |            | 0     |

#### Grupp B
21 augusti 2008 - 11:00
| Placering | Idrottare           | Land          | 1           | 2           | 3           | Längd | Vind   | Noteringar | Poäng |
| --------- | ------------------- | ------------- | ----------- | ----------- | ----------- | ----- | ------ | ---------- | ----- |
| 1         | Bryan Clay          | USA           | 7.64 (0.4)  | 7.78 (0.0)  | 7.61 (-0.7) | 7,78  | (0.0)  | SB         | 1005  |
| 2         | Trey Hardee         | USA           | 7.72 (-0.2) | 7.43 (-0.1) | 7.34 (0.1)  | 7.72  | (-0.2) |            | 990   |
| 3         | Michael Schrader    | Tyskland      | 7.70 (-0.1) | 7.60 (0.6)  |             | 7.70  | (-0.1) |            | 985   |
| 4         | Roman Šebrle        | Tjeckien      | 7.67 (-0.6) |             | 7.68 (0.8)  | 7.68  | (0.8)  | SB         | 980   |
| 5         | Andrej Krautjanka   | Belarus       | 7.61 (-0.2) | 7.25 (-1.0) |             | 7.61  | (-0.2) |            | 962   |
| 6         | Oleksij Kasianov    | Ukraina       |             | 7.56 (1.2)  |             | 7.56  | (1.2)  |            | 950   |
| 7         | Tom Pappas          | USA           | 7.41 (1.3)  |             |             | 7.41  | (1.3)  |            | 913   |
| 8         | Aleksandr Pogorelov | Ryssland      | 7.31 (0.7)  |             | 7.37 (0.6)  | 7.37  | (0.6)  |            | 903   |
| 9         | André Niklaus       | Tyskland      | 7.29 (1.4)  | 7.23 (0.0)  |             | 7.29  | (1.4)  | SB         | 883   |
| 10        | Andres Raja         | Estland       |             | 7.29 (0.2)  |             | 7.29  | (0.2)  |            | 883   |
| 11        | Janis Karlivans     | Lettland      |             | 7.26 (1.3)  |             | 7.26  | (1.3)  |            | 876   |
| 12        | Damjan Sitar        | Slovenien     | 7.25 (-0.1) |             |             | 7.25  | (-0.1) | SB         | 874   |
| 13        | Eugene Martineau    | Nederländerna | 7.00 (0.2)  |             | 7.19 (0.6)  | 7.19  | (0.6)  |            | 859   |
| 14        | Massimo Bertocchi   | Kanada        | 7.03 (1.7)  | 7.05 (-0.8) |             | 7.05  | (-0.8) |            | 826   |
| 15        | Maurice Smith       | Jamaica       | 6.95 (1.4)  | 7.04 (-0.8) |             | 7.04  | (-0.8) |            | 823   |
| 16        | Mikk Pahapill       | Estland       |             | 5.51 (0.5)  | 7.04 (0.6)  | 7.04  | (0.6)  |            | 823   |
| 17        | Frédéric Xhonneux   | Belgien       | 6.92 (0.2)  |             | 6.94 (0.5)  | 6.94  | (0.5)  |            | 799   |
| 18        | Carlos Chinin       | Brasilien     |             | 5.50 (0.4)  | 6.94        | 6.94  | (0.0)  |            | 799   |
| 19        | David Gómez         | Spanien       | 6.79 (0.5)  | 6.82 (-0.6) | 6.85 (0.9)  | 6.85  | (0.9)  |            | 778   |
| 20        | Arthur Abele        | Tyskland      |             | 6.47 (0.3)  |             | 6.47  | (0.3)  |            | 691   |

### Kulstötning

#### Grupp A
21 augusti 2008 - 13:10
| Placering | Idrottare              | Land              | Längd | Noteringar | Poäng |
| --------- | ---------------------- | ----------------- | ----- | ---------- | ----- |
| 1         | Aleksandr Pogorelov    | Ryssland          | 16,53 |            | 884   |
| 2         | Bryan Clay             | USA               | 16.27 | PB         | 868   |
| 3         | Yordanis García        | Kuba              | 15.82 | PB         | 840   |
| 4         | Aliaksandr Parchomenka | Belarus           | 15.49 | SB         | 820   |
| 5         | Aleksej Sijsojev       | Ryssland          | 15.42 |            | 816   |
| 6         | Romain Barras          | Frankrike         | 15.42 | PB         | 816   |
| 7         | Oleksij Kasianov       | Ukraina           | 15.15 | SB         | 799   |
| 8         | Maurice Smith          | Jamaica           | 15.09 |            | 795   |
| 9         | Jangy Addy             | Liberia           | 14.91 | NR         | 784   |
| 10        | Mikalai Sjubjanok      | Belarus           | 14.88 |            | 782   |
| 11        | Hans van Alphen        | Belgien           | 14.86 | SB         | 781   |
| 12        | Janis Karlivans        | Lettland          | 14.85 |            | 780   |
| 13        | Andres Raja            | Estland           | 14.79 |            | 777   |
| 14        | Roman Šebrle           | Tjeckien          | 14.78 |            | 776   |
| 15        | Mikk Pahapill          | Estland           | 14.36 |            | 750   |
| 16        | Pavel Andreev          | Uzbekistan (2008) | 14.15 |            | 738   |
| 17        | Massimo Bertocchi      | Kanada            | 14.10 |            | 734   |
| 18        | Frédéric Xhonneux      | Belgien           | 13.99 |            | 728   |
| 99        | Tom Pappas             | USA               | DNS   |            | 0     |
| 99        | Dmitrij Karpov         | Kazakstan         | DNS   |            | 0     |

#### Grupp B
21 augusti 2008 - 13:10
| Placering | Idrottare          | Land           | Längd | Noteringar | Poäng |
| --------- | ------------------ | -------------- | ----- | ---------- | ----- |
| 1         | Aleksej Drozdov    | Ryssland       | 16.26 |            | 867   |
| 2         | Hadi Sepehrzad     | Iran           | 16.02 |            | 852   |
| 3         | Leonel Suárez      | Kuba           | 14.49 | PB         | 758   |
| 4         | Andrej Krautjanka  | Belarus        | 14.39 | PB         | 752   |
| 5         | Slaven Dizdarevic  | Slovakien      | 13.97 |            | 727   |
| 6         | Eugene Martineau   | Nederländerna  | 13.78 | SB         | 715   |
| 7         | Mikko Halvari      | Finland        | 13.72 |            | 711   |
| 8         | Michael Schrader   | Tyskland       | 13.67 | SB         | 708   |
| 9         | David Gómez        | Spanien        | 13.58 |            | 703   |
| 10        | Arthur Abele       | Tyskland       | 13.55 | SB         | 701   |
| 11        | Vitalij Smirnov    | Uzbekistan     | 13.51 |            | 698   |
| 12        | Trey Hardee        | USA            | 13.49 |            | 697   |
| 13        | Victor Covalenco   | Moldavien      | 13.44 |            | 694   |
| 14        | Haifeng Qi         | Kina           | 13.40 | SB         | 692   |
| 15        | André Niklaus      | Tyskland       | 13.23 |            | 681   |
| 16        | Gonzalo Barroilhet | Chile          | 13.23 |            | 681   |
| 17        | Damjan Sitar       | Slovenien      | 12.41 |            | 631   |
| 18        | Daniel Awde        | Storbritannien | 12.03 |            | 608   |
| 99        | Carlos Chinin      | Brasilien      | NM    |            | 0     |
| 99        | Attila Zsivóczky   | Ungern         | DNS   |            | 0     |

### Höjdhopp

#### Grupp A
21 augusti 2008 - 19:10
| Placering | Idrottare              | Land          | Höjdhopp | Noteringar | Poäng |
| --------- | ---------------------- | ------------- | -------- | ---------- | ----- |
| 1         | Mikk Pahapill          | Estland       | 2,11     | SB         | 906   |
| 2         | Aleksej Drozdov        | Ryssland      | 2.02     |            | 822   |
| 3         | Eugene Martineau       | Nederländerna | 1.99     | =SB        | 794   |
| 3         | Maurice Smith          | Jamaica       | 1.99     | SB         | 794   |
| 5         | Michael Schrader       | Tyskland      | 1.99     | =PB        | 794   |
| 6         | Slaven Dizdarevic      | Slovakien     | 1.96     |            | 767   |
| 7         | Romain Barras          | Frankrike     | 1.96     | SB         | 767   |
| 8         | Aliaksandr Parchomenka | Belarus       | 1.93     | SB         | 740   |
| 8         | Mikko Halvari          | Finland       | 1.93     | PB         | 740   |
| 10        | Haifeng Qi             | Kina          | 1.93     |            | 740   |
| 11        | Jangy Addy             | Liberia       | 1.93     |            | 740   |
| 12        | Frédéric Xhonneux      | Belgien       | 1.90     |            | 714   |
| 13        | Hadi Sepehrzad         | Iran          | 1.90     |            | 714   |
| 14        | Hans van Alphen        | Belgien       | 1.84     |            | 661   |
| 15        | Janis Karlivans        | Lettland      | 1.84     |            | 661   |
| 16        | Victor Covalenco       | Moldavien     | 1.81     |            | 636   |
| 17        | David Gómez            | Spanien       | 1.81     |            | 636   |
| 99        | Attila Zsivóczky       | Ungern        | DNS      |            | 0     |
| 99        | Tom Pappas             | USA           | DNS      |            | 0     |
| 99        | Vitalij Smirnov        | Uzbekistan    | DNS      |            | 0     |

#### Grupp B
21 augusti 2008 - 19:10
| Placering | Idrottare           | Land           | Höjdhopp | Noteringar | Poäng |
| --------- | ------------------- | -------------- | -------- | ---------- | ----- |
| 1         | Roman Šebrle        | Tjeckien       | 2.11     |            | 906   |
| 2         | Andrej Krautjanka   | Belarus        | 2.11     |            | 906   |
| 3         | Aleksej Sijsojev    | Ryssland       | 2.11     | SB         | 906   |
| 4         | Aleksandr Pogorelov | Ryssland       | 2.08     |            | 878   |
| 5         | Damjan Sitar        | Slovenien      | 2.05     | SB         | 850   |
| 5         | Leonel Suárez       | Kuba           | 2.05     |            | 850   |
| 7         | Trey Hardee         | USA            | 2.05     | PB         | 850   |
| 8         | André Niklaus       | Tyskland       | 2.05     |            | 850   |
| 9         | Bryan Clay          | USA            | 1.99     |            | 794   |
| 10        | Mikalai Sjubianok   | Belarus        | 1.99     |            | 794   |
| 11        | Pavel Andrejev      | Uzbekistan     | 1.99     |            | 794   |
| 11        | Carlos Chinin       | Brasilien      | 1.99     |            | 794   |
| 13        | Yordanis García     | Kuba           | 1.96     |            | 767   |
| 14        | Andres Raja         | Estland        | 1.96     |            | 767   |
| 15        | Oleksij Kasianov    | Ukraina        | 1.96     |            | 767   |
| 16        | Gonzalo Barroilhet  | Chile          | 1.93     |            | 740   |
| 17        | Arthur Abele        | Tyskland       | 1.90     |            | 714   |
| 17        | Massimo Bertocchi   | Kanada         | 1.90     |            | 714   |
| 19        | Daniel Awde         | Storbritannien | 1.78     |            | 610   |
| 99        | Dmitrij Karpov      | Kazakstan      | DNS      |            | 0     |

### 400m

#### Heat 1
21 augusti 2008 - 22:00
| Placering | Bana | Idrottare         | Land      | Tid   | Noteringar | Poäng | Reaktionstid |
| --------- | ---- | ----------------- | --------- | ----- | ---------- | ----- | ------------ |
| 1         | 9    | Maurice Smith     | Jamaica   | 47,96 | SB         | 911   | 0,178        |
| 2         | 6    | Jangy Addy        | Liberia   | 48.51 | SB         | 885   | 0.171        |
| 3         | 4    | Bryan Clay        | USA       | 48.92 |            | 865   | 0.166        |
| 4         | 2    | Carlos Chinin     | Brasilien | 49.21 |            | 851   | 0.182        |
| 5         | 5    | Aleksej Sijsojev  | Ryssland  | 50.71 |            | 782   | 0.198        |
| 6         | 3    | Janis Karlivans   | Lettland  | 51.61 |            | 742   | 0.178        |
| 99        | 7    | Frédéric Xhonneux | Belgien   | DNF   |            | 0     |              |
| 99        | 8    | Dmitrij Karpov    | Kazakstan | DNS   |            | 0     |              |

#### Heat 2
21 augusti 2008 - 22:07
| Placering | Bana | Idrottare          | Land       | Tid   | Noteringar | Poäng | Reaktionstid |
| --------- | ---- | ------------------ | ---------- | ----- | ---------- | ----- | ------------ |
| 1         | 2    | Haifeng Qi         | Kina       | 49,39 | SB         | 843   | 0,221        |
| 2         | 5    | Roman Šebrle       | Tjeckien   | 49.54 | SB         | 836   | 0.179        |
| 3         | 8    | Damjan Sitar       | Slovenien  | 50.10 |            | 810   | 0.243        |
| 4         | 4    | Mikko Halvari      | Finland    | 50.60 |            | 787   | 0.186        |
| 5         | 7    | Mikk Pahapill      | Estland    | 50.90 |            | 774   | 0.166        |
| 6         | 9    | Gonzalo Barroilhet | Chile      | 51.91 |            | 729   | 0.201        |
| 99        | 6    | Pavel Andrejev     | Uzbekistan | DNF   |            | 0     | 0.257        |
| 99        | 3    | Vitalij Smirnov    | Uzbekistan | DNS   |            | 0     |              |

#### Heat 3
21 augusti 2008 - 22:14
| Placering | Bana | Idrottare         | Land          | Tid   | Noteringar | Poäng | Reaktionstid |
| --------- | ---- | ----------------- | ------------- | ----- | ---------- | ----- | ------------ |
| 1         | 9    | Andres Raja       | Estland       | 48.98 | SB         | 862   | 0.214        |
| 2         | 2    | David Gómez       | Spanien       | 49.27 |            | 849   | 0.200        |
| 3         | 7    | Romain Barras     | Frankrike     | 49.51 | SB         | 837   | 0.194        |
| 4         | 6    | André Niklaus     | Tyskland      | 49.65 |            | 831   | 0.206        |
| 5         | 4    | Eugene Martineau  | Nederländerna | 49.99 |            | 815   | 0.152        |
| 6         | 3    | Mikalai Sjubjanok | Belarus       | 50.02 |            | 814   | 0.234        |
| 99        | 5    | Tom Pappas        | USA           | DNS   |            | 0     |              |
| 99        | 8    | Hans van Alphen   | Belgien       | DNS   |            | 0     |              |

#### Heat 4
21 augusti 2008 - 22:21
| Placering | Bana | Idrottare              | Land      | Tid   | Noteringar | Poäng | Reaktionstid |
| --------- | ---- | ---------------------- | --------- | ----- | ---------- | ----- | ------------ |
| 1         | 5    | Yordanis García        | Kuba      | 49.66 | SB         | 830   | 0.189        |
| 2         | 3    | Aliaksandr Parchomenka | Belarus   | 50.71 | SB         | 782   | 0.202        |
| 3         | 8    | Hadi Sepehrzad         | Iran      | 50.75 |            | 780   | 0.163        |
| 4         | 2    | Aleksandr Pogorelov    | Ryssland  | 50.91 | SB         | 773   | 0.186        |
| 5         | 6    | Aleksej Drozdov        | Ryssland  | 51.56 |            | 744   | 0.162        |
| 6         | 9    | Slaven Dizdarevic      | Slovakien | 52.02 |            | 724   | 0.235        |
| 99        | 4    | Victor Covalenco       | Moldavien | DNF   |            | 0     | 0.209        |
| 99        | 7    | Attila Zsivóczky       | Ungern    | DNS   |            | 0     |              |

#### Heat 5
21 augusti 2008 - 22:28
| Placering | Bana | Idrottare         | Land           | Tid   | Noteringar | Poäng | Reaktionstid |
| --------- | ---- | ----------------- | -------------- | ----- | ---------- | ----- | ------------ |
| 1         | 8    | Daniel Awde       | Storbritannien | 47.16 | PB         | 950   | 0.201        |
| 2         | 6    | Andrej Krautjanka | Belarus        | 47.30 | SB         | 943   | 0.187        |
| 3         | 4    | Oleksij Kasianov  | Ukraina        | 47.70 |            | 924   | 0.183        |
| 4         | 9    | Trey Hardee       | USA            | 47.75 | PB         | 921   | 0.229        |
| 5         | 2    | Leonel Suárez     | Kuba           | 47.91 | PB         | 913   | 0.150        |
| 6         | 5    | Michael Schrader  | Tyskland       | 48.47 |            | 886   | 0.242        |
| 7         | 7    | Massimo Bertocchi | Kanada         | 48.72 |            | 875   | 0.210        |
| 99        | 3    | Arthur Abele      | Tyskland       | DNS   |            | 0     |              |

### 110m häck

#### Heat 1
| Placering | Idrottare              | Land       | Tid   | Poäng | Noteringar |
| --------- | ---------------------- | ---------- | ----- | ----- | ---------- |
| 1         | Yordani Garcia         | Kuba       | 13,90 | 987   | PB         |
| 2         | Hadi Sepehrzad         | Iran       | 14,64 | 894   |            |
| 3         | Roman Šebrle           | Tjeckien   | 14.71 | 885   | SB         |
| 4         | Aliaksandr Parchomenka | Belarus    | 15.06 | 842   | SB         |
| 5         | Aleksej Drozdov        | Ryssland   | 15.51 | 789   |            |
| 6         | Slaven Dizdarevic      | Slovakien  | 15.61 | 777   |            |
| 99        | Pavel Andrejev         | Uzbekistan | DNS   |       |            |
| 99        | Victor Covalenco       | Moldavien  | DNS   |       |            |

#### Heat 2
| Placering | Idrottare          | Land    | Tid   | Poäng | Noteringar |
| --------- | ------------------ | ------- | ----- | ----- | ---------- |
| 1         | Bryan Clay         | USA     | 13,93 | 984   |            |
| 2         | Andres Raja        | Estland | 14.06 | 967   |            |
| 3         | Maurice Smith      | Jamaica | 14.08 | 964   |            |
| 4         | Leonel Suarez      | Kuba    | 14.15 | 955   | SB         |
| 5         | Trey Hardee        | USA     | 14.20 | 949   |            |
| 6         | Andrej Krautjanka  | Belarus | 14.21 | 948   |            |
| 7         | Gonzalo Barroilhet | Chile   | 14.26 | 941   |            |
| 8         | Jangy Addy         | Liberia | 14.31 | 935   |            |
| 9         | Massimo Bertocchi  | Kanada  | 14.32 | 934   |            |

#### Heat 3
| Placering | Idrottare           | Land          | Tid   | Poäng | Noteringar |
| --------- | ------------------- | ------------- | ----- | ----- | ---------- |
| 1         | Romain Barras       | Frankrike     | 14.21 | 948   | PB         |
| 2         | Oleksij Kasianov    | Ukraina       | 14.37 | 927   | PB         |
| 3         | Andre Niklaus       | Tyskland      | 14.37 | 927   | SB         |
| 4         | Alexander Pogorelov | Ryssland      | 14.47 | 915   |            |
| 5         | Mikk Pahapill       | Estland       | 14.51 | 910   |            |
| 6         | Mikalaj Sjubjanok   | Belarus       | 14.52 | 908   | SB         |
| 7         | David Gómez         | Spanien       | 14.61 | 897   |            |
| 8         | Eugene Martineau    | Nederländerna | 14.73 | 882   |            |
| 99        | Carlos Chinin       | Brasilien     | DNS   |       |            |

#### Heat 4
| Placering | Idrottare         | Land           | Tid   | Poäng | Noteringar |
| --------- | ----------------- | -------------- | ----- | ----- | ---------- |
| 1         | Qi Haifeng        | Kina           | 14.60 | 899   | SB         |
| 2         | Daniel Awde       | Storbritannien | 14.69 | 887   |            |
| 3         | Michael Schrader  | Tyskland       | 14.71 | 885   |            |
| 4         | Damjan Sitar      | Slovenien      | 15.03 | 846   |            |
| 5         | Janis Karlivans   | Lettland       | 15.28 | 816   |            |
| 6         | Mikko Halvari     | Finland        | 16.25 | 705   |            |
| 99        | Aleksej Sijsojev  | Ryssland       | DNF   |       |            |
| 99        | Frederic Xhonneux | Belgien        | DNS   |       |            |

### Diskuskastning

#### Grupp A
22 augusti 2008 - 10:05
| Placering | Idrottare              | Land          | Mark  | Noteringar | Poäng |
| --------- | ---------------------- | ------------- | ----- | ---------- | ----- |
| 1         | Bryan Clay             | USA           | 53,79 | SB         | 950   |
| 2         | Maurice Smith          | Jamaica       | 50.91 |            | 889   |
| 3         | Aleksandr Pogorelov    | Ryssland      | 50.04 |            | 871   |
| 4         | Mikk Pahapill          | Estland       | 49.35 | PB         | 857   |
| 5         | Mikko Halvari          | Finland       | 47.71 |            | 823   |
| 6         | Haifeng Qi             | Kina          | 46.46 | SB         | 797   |
| 7         | Mikalaj Sjubjanok      | Belarus       | 45.80 | PB         | 783   |
| 8         | Roman Šebrle           | Tjeckien      | 45.50 |            | 777   |
| 9         | André Niklaus          | Tyskland      | 45.39 |            | 775   |
| 10        | Aliaksandr Parchomenka | Belarus       | 45.27 |            | 772   |
| 11        | Janis Karlivans        | Lettland      | 44.54 |            | 757   |
| 12        | Leonel Suárez          | Kuba          | 44.45 |            | 756   |
| 13        | Eugene Martineau       | Nederländerna | 44.09 |            | 748   |
| 14        | Jangy Addy             | Liberia       | 42.30 | NR         | 711   |
| 99        | Frédéric Xhonneux      | Belgien       | DNS   |            | .     |
| 99        | Pavel Andrejev         | Uzbekistan    | DNS   |            | .     |
| 99        | Aleksej Sijsojev       | Ryssland      | DNS   |            | .     |

#### Grupp B
22 augusti 2008 - 11:25
| Placering | Idrottare          | Land           | Mark  | Noteringar | Poäng |
| --------- | ------------------ | -------------- | ----- | ---------- | ----- |
| 1         | Hadi Sepehrzad     | Iran           | 50.32 |            | 877   |
| 2         | Oleksij Kasianov   | Ukraina        | 48.39 | PB         | 837   |
| 3         | Aleksej Drozdov    | Ryssland       | 47.43 |            | 817   |
| 4         | Gonzalo Barroilhet | Chile          | 46.07 | PB         | 789   |
| 5         | Romain Barras      | Frankrike      | 45.17 | SB         | 770   |
| 6         | Massimo Bertocchi  | Kanada         | 44.91 | PB         | 765   |
| 7         | Andrej Krautjanka  | Belarus        | 44.58 | SB         | 758   |
| 8         | Trey Hardee        | USA            | 43.55 | SB         | 737   |
| 9         | Michael Schrader   | Tyskland       | 40.41 |            | 673   |
| 10        | David Gómez        | Spanien        | 40.17 | SB         | 668   |
| 11        | Slaven Dizdarevic  | Slovakien      | 39.86 |            | 662   |
| 12        | Andres Raja        | Estland        | 39.83 |            | 661   |
| 13        | Damjan Sitar       | Slovenien      | 39.25 |            | 649   |
| 14        | Daniel Awde        | Storbritannien | 37.12 |            | 606   |
| 15        | Yordanis García    | Kuba           | 36.73 |            | 598   |
|           | Carlos Chinin      | Brasilien      | DNS   |            | 0     |
| 99        | Victor Covalenco   | Moldavien      | DNS   |            | 0     |

### Stavhopp

#### Grupp A
22 augusti 2008 - 12:55
| Placering | Idrottare         | Land           | Mark | Noteringar | Poäng |
| --------- | ----------------- | -------------- | ---- | ---------- | ----- |
| 1         | Aleksej Drozdov   | Ryssland       | 5,10 |            | 941   |
| 2         | Daniel Awde       | Storbritannien | 4.90 | PB         | 880   |
| 3         | Yordanis García   | Kuba           | 4.70 |            | 819   |
| 4         | Mikalaj Sjubjanok | Belarus        | 4.60 | SB         | 790   |
| 5         | Maurice Smith     | Jamaica        | 4.60 |            | 790   |
| 6         | Haifeng Qi        | Kina           | 4.30 |            | 702   |
| 6         | Oleksij Kasianov  | Ukraina        | 4.30 |            | 702   |
| 8         | Jangy Addy        | Liberia        | 4.20 | NR         | 673   |
| 9         | Damjan Sitar      | Slovenien      | 4.00 |            | 617   |
| 10        | Slaven Dizdarevic | Slovakien      | 4.00 |            | 617   |
| 11        | Hadi Sepehrzad    | Iran           | 4.00 |            | 617   |
| 99        | David Gómez       | Spanien        | NM   |            | 0     |
| 99        | Mikko Halvari     | Finland        | NM   |            | 0     |
| 99        | Pavel Andrejev    | Uzbekistan     | DNS  |            | 0     |
| 99        | Janis Karlivans   | Lettland       | DNS  |            | 0     |
| 99        | Victor Covalenco  | Moldavien      | DNS  |            | 0     |
| 99        | Carlos Chinin     | Brasilien      | DNS  |            | 0     |

#### Grupp B
22 augusti 2008 - 12:55
| Placering | Idrottare              | Land          | Mark | Noteringar | Poäng |
| --------- | ---------------------- | ------------- | ---- | ---------- | ----- |
| 1         | André Niklaus          | Tyskland      | 5.20 | =SB        | 972   |
| 2         | Aleksandr Pogorelov    | Ryssland      | 5.00 | SB         | 910   |
| 2         | Bryan Clay             | USA           | 5.00 | =SB        | 910   |
| 2         | Andrej Krautjanka      | Belarus       | 5.00 |            | 910   |
| 5         | Romain Barras          | Frankrike     | 5.00 | =PB        | 910   |
| 6         | Andres Raja            | Estland       | 4.80 | =PB        | 849   |
| 7         | Mikk Pahapill          | Estland       | 4.80 |            | 849   |
| 7         | Roman Šebrle           | Tjeckien      | 4.80 | SB         | 849   |
| 9         | Michael Schrader       | Tyskland      | 4.80 |            | 849   |
| 10        | Massimo Bertocchi      | Kanada        | 4.70 |            | 819   |
| 10        | Eugene Martineau       | Nederländerna | 4.70 |            | 819   |
| 10        | Aliaksandr Parchomenka | Belarus       | 4.70 |            | 819   |
| 13        | Leonel Suárez          | Kuba          | 4.70 |            | 819   |
| 99        | Gonzalo Barroilhet     | Chile         | NM   |            | 0     |
| 99        | Trey Hardee            | USA           | NM   |            | 0     |
| 99        | Aleksej Sijsojev       | Ryssland      | DNS  |            | 0     |
| 99        | Frédéric Xhonneux      | Belgien       | DNS  |            | 0     |

### Spjutkastning

#### Grupp A
22 augusti 2008 - 19:00
| Placering | Idrottare          | Land           | 1     | 2     | 3     | Mark  | Noteringar | Poäng |
| --------- | ------------------ | -------------- | ----- | ----- | ----- | ----- | ---------- | ----- |
| 1         | Yordanis García    | Kuba           | 65.60 |       |       | 65,60 |            | 822   |
| 2         | Romain Barras      | Frankrike      | 61.44 | 65.40 |       | 65.40 | PB         | 819   |
| 3         | Aleksej Drozdov    | Ryssland       | 62.10 | 62.57 | 61.50 | 62.57 |            | 777   |
| 4         | David Gómez        | Spanien        | 62.22 | 61.77 | 61.56 | 62.22 | SB         | 771   |
| 5         | Michael Schrader   | Tyskland       | 58.65 | 60.27 |       | 60.27 | PB         | 742   |
| 6         | Daniel Awde        | Storbritannien | 48.76 | 49.95 | 53.18 | 53.18 |            | 636   |
| 7         | Jangy Addy         | Liberia        |       | 48.31 | 52.50 | 52.50 | NR         | 626   |
| 8         | Oleksij Kasianov   | Ukraina        | 44.10 | 51.59 | 50.97 | 51.59 | SB         | 612   |
| 9         | Maurice Smith      | Jamaica        | 49.97 | 51.52 |       | 51.52 |            | 611   |
| 10        | Hadi Sepehrzad     | Iran           | 49.56 | 48.57 | 48.58 | 49.56 |            | 582   |
| 11        | Damjan Sitar       | Slovenien      | 44.89 | 47.23 | 44.36 | 47.23 | PB         | 548   |
| 12        | Massimo Bertocchi  | Kanada         |       | 45.33 |       | 45.33 |            | 520   |
| 13        | Slaven Dizdarevic  | Slovakien      | 43.58 | 43.44 |       | 43.58 |            | 494   |
| 99        | Gonzalo Barroilhet | Chile          |       |       |       | DNS   |            | 0     |

#### Grupp B
22 augusti 2008 - 20:15
| Placering | Idrottare              | Land          | 1     | 2     | 3     | Mark  | Noteringar | Poäng |
| --------- | ---------------------- | ------------- | ----- | ----- | ----- | ----- | ---------- | ----- |
| 1         | Leonel Suárez          | Kuba          | 73.98 | 71.35 | 69.58 | 73,98 | PB         | 950   |
| 2         | Eugene Martineau       | Nederländerna | 71.44 | 64.92 |       | 71.44 | PB         | 911   |
| 3         | Bryan Clay             | USA           | 68.71 | 70.97 |       | 70.97 | SB         | 904   |
| 4         | Andres Raja            | Estland       | 67.16 | 58.15 |       | 67.16 | PB         | 846   |
| 5         | Mikk Pahapill          | Estland       | 64.59 | 66.02 | 67.07 | 67.07 | PB         | 845   |
| 6         | Aliaksandr Parchomenka | Belarus       |       | 62.29 | 64.60 | 64.60 |            | 807   |
| 7         | Aleksandr Pogorelov    | Ryssland      | 64.01 | 61.74 |       | 64.01 |            | 798   |
| 8         | Roman Šebrle           | Tjeckien      | 58.61 | 63.93 |       | 63.93 |            | 797   |
| 9         | Haifeng Qi             | Kina          | 63.09 |       |       | 63.09 | SB         | 784   |
| 10        | Mikalaj Sjubjanok      | Belarus       | 62.10 | 59.15 | 57.86 | 62.10 |            | 769   |
| 11        | Andrej Krautjanka      | Belarus       | 59.19 | 59.71 | 60.23 | 60.23 |            | 741   |
| 12        | André Niklaus          | Tyskland      | 55.88 | 60.21 | 58.41 | 60.21 |            | 741   |
| 13        | Mikko Halvari          | Finland       |       | 51.77 | 55.11 | 55.11 |            | 665   |
| 99        | Trey Hardee            | USA           |       |       |       | DNS   |            | 0     |

### 1500m

#### Heat 1
22 augusti 2008 - 21:40
| Placering | Idrottare              | Land           | Mark    | Noteringar | Poäng |
| --------- | ---------------------- | -------------- | ------- | ---------- | ----- |
| 1         | Michael Schrader       | Tyskland       | 4.26,77 |            | 766   |
| 2         | David Gómez            | Spanien        | 4.30,74 | PB         | 740   |
| 3         | Damjan Sitar           | Slovenien      | 4:37.37 |            | 697   |
| 4         | Eugene Martineau       | Nederländerna  | 4:37.96 |            | 693   |
| 5         | Mikalaj Sjubjanok      | Belarus        | 4:38.14 |            | 692   |
| 6         | Haifeng Qi             | Kina           | 4:39.32 |            | 685   |
| 7         | Massimo Bertocchi      | Kanada         | 4:42.26 | PB         | 666   |
| 8         | Daniel Awde            | Storbritannien | 4:44.80 |            | 650   |
| 9         | Aliaksandr Parchomenka | Belarus        | 4:45.17 |            | 648   |
| 10        | Slaven Dizdarevic      | Slovakien      | 4:51.42 |            | 610   |
| 11        | Hadi Sepehrzad         | Iran           | 5:06.67 |            | 522   |
| 12        | Jangy Addy             | Liberia        | 5:12.22 |            | 491   |
| 13        | Mikko Halvari          | Finland        | 5:20.26 |            | 449   |

#### Heat 2
22 augusti 2008 - 21:49
| Placering | Idrottare           | Land      | Mark    | Noteringar | Poäng |
| --------- | ------------------- | --------- | ------- | ---------- | ----- |
| 1         | Andrej Krautjanka   | Belarus   | 4.27,47 | SB         | 761   |
| 2         | Oleksij Kasianov    | Ukraina   | 4:28.94 |            | 752   |
| 3         | Leonel Suárez       | Kuba      | 4:29.17 |            | 750   |
| 4         | Romain Barras       | Frankrike | 4:29.29 |            | 749   |
| 5         | Maurice Smith       | Jamaica   | 4:31.62 | SB         | 734   |
| 6         | André Niklaus       | Tyskland  | 4:32.90 |            | 726   |
| 7         | Aleksej Drozdov     | Ryssland  | 4:41.34 |            | 672   |
| 8         | Mikk Pahapill       | Estland   | 4:47.03 |            | 637   |
| 9         | Andres Raja         | Estland   | 4:49.60 |            | 621   |
| 10        | Roman Šebrle        | Tjeckien  | 4:49.63 |            | 621   |
| 11        | Yordanis García     | Kuba      | 5:00.49 |            | 557   |
| 12        | Aleksandr Pogorelov | Ryssland  | 5:01.56 |            | 551   |
| 13        | Bryan Clay          | USA       | 5:06.59 |            | 522   |

### Slutliga ställningar
Ställning efter gren 10
22 augusti 2008
Legend:W = Vind m/s, M = Mark, P = Poäng
| Plats | Idrottare              | Land           | Total poäng | Noteringar | 100m           | Längd- hopp    | Kul- stötning | Höjd- hopp | 400m      | 110m häck      | Diskus- kastning | Stav- hopp | Spjut- kastning | 1500m       |
| ----- | ---------------------- | -------------- | ----------- | ---------- | -------------- | -------------- | ------------- | ---------- | --------- | -------------- | ---------------- | ---------- | --------------- | ----------- |
| 1     | Bryan Clay             | USA            | 8 791       | P M W      | 989 10,44 +0.3 | 1005 7,78 +0.0 | 868 16,27     | 794 1,99   | 865 48,92 | 984 13,93 -0.5 | 950 53,79        | 910 5,00   | 904 70.97       | 522 5.06,59 |
| 2     | Andrei Krautjanka      | Belarus        | 8551        | P M W      | 870 10.96 -0.2 | 962 7.61 -0.2  | 752 14.39     | 906 2.11   | 943 47.30 | 948 14.21 -0.5 | 758 44.58        | 910 5.00   | 741 60.23       | 761 4:27.47 |
| 3     | Leonel Suárez          | Kuba           | 8527 NR     | P M W      | 883 10.90 -0.6 | 893 7.33 +0.8  | 758 14.49     | 850 2.05   | 913 47.91 | 955 14.15 -0.5 | 756 44.45        | 819 4.70   | 950 73.98       | 750 4:29.17 |
| 4     | Aleksandr Pogorelov    | Ryssland       | 8328        | P M W      | 845 11.07 -0.6 | 903 7.37 +0.6  | 884 16.53     | 878 2.08   | 773 50.91 | 915 14.47 -0.2 | 871 50.04        | 910 5.00   | 798 64.01       | 551 5:01.56 |
| 5     | Romain Barras          | Frankrike      | 8253 SB     | P M W      | 804 11.26 -0.1 | 833 7.08 +1.0  | 816 15.42     | 767 1.96   | 837 49.51 | 948 14.21 -0.2 | 770 45.17        | 910 5.00   | 819 65.40       | 749 4:29.29 |
| 6     | Roman Šebrle           | Tjeckien       | 8241 SB     | P M W      | 814 11.21 -0.6 | 980 7.68 +0.8  | 776 14.78     | 906 2.11   | 836 49.54 | 885 14.71 -0.4 | 777 45.50        | 849 4.80   | 797 63.93       | 621 4:49.63 |
| 7     | Oleksij Kasianov       | Ukraina        | 8238 PB     | P M W      | 968 10.53 +0.3 | 950 7.56 +1.2  | 799 15.15     | 767 1.96   | 924 47.70 | 927 14.37 -0.2 | 837 48.39        | 702 4.30   | 612 51.59       | 752 4:28.94 |
| 8     | André Niklaus          | Tyskland       | 8220        | P M W      | 834 11.12 -0.6 | 883 7.29 +1.4  | 681 13.23     | 850 2.05   | 831 49.65 | 927 14.37 -0.2 | 775 45.39        | 972 5.20   | 741 60.21       | 726 4:32.90 |
| 9     | Maurice Smith          | Jamaica        | 8205        | P M W      | 894 10.85 -0.2 | 823 7.04 -0.8  | 795 15.09     | 794 1.99   | 911 47.96 | 964 14.08 -0.5 | 889 50.91        | 790 4.60   | 611 51.52       | 734 4:31.62 |
| 10    | Michael Schrader       | Tyskland       | 8194        | P M W      | 906 10.80 +0.3 | 985 7.70 -0.1  | 708 13.67     | 794 1.99   | 886 48.47 | 885 14.71 -0.4 | 673 40.41        | 849 4.80   | 742 60.27       | 766 4:26.77 |
| 11    | Mikk Pahapill          | Estland        | 8178 PB     | P M W      | 827 11.15 -0.6 | 823 7.04 +0.6  | 750 14.36     | 906 2.11   | 774 50.90 | 910 14.51 -0.2 | 857 49.35        | 849 4.80   | 845 67.07       | 637 4:47.03 |
| 12    | Aleksej Drozdov        | Ryssland       | 8154        | P M W      | 856 11.02 -0.1 | 869 7.23 -0.1  | 867 16.26     | 822 2.02   | 744 51.56 | 789 15.51 -0.4 | 817 47.43        | 941 5.10   | 777 62.57       | 672 4:41.34 |
| 13    | Andres Raja            | Estland        | 8118 PB     | P M W      | 885 10.89 -0.2 | 883 7.29 +0.2  | 777 14.79     | 767 1.96   | 862 48.98 | 967 14.06 -0.5 | 661 39.83        | 849 4.80   | 846 67.16       | 621 4:49.60 |
| 14    | Eugene Martineau       | Nederländerna  | 8055        | P M W      | 819 11.19 -0.4 | 859 7.19 +0.6  | 715 13.78     | 794 1.99   | 815 49.99 | 882 14.73 -0.2 | 748 44.09        | 819 4.70   | 911 71.44       | 693 4:37.96 |
| 15    | Yordanis García        | Kuba           | 7992        | P M W      | 942 10.64 -0.2 | 830 7.07 +0.3  | 840 15.82     | 767 1.96   | 830 49.66 | 987 13.90 -0.4 | 598 36.73        | 819 4.70   | 822 65.60       | 557 5:00.49 |
| 16    | Mikalai Sjubianok      | Belarus        | 7906 SB     | P M W      | 793 11.31 -0.1 | 781 6.86 +0.6  | 782 14.88     | 794 1.99   | 814 50.02 | 908 14.52 -0.2 | 783 45.80        | 790 4.60   | 769 62.10       | 692 4:38.14 |
| 17    | Aliaksandr Parchomenka | Belarus        | 7838        | P M W      | 797 11.29 -0.4 | 811 6.99 +0.0  | 820 15.49     | 740 1.93   | 782 50.71 | 842 15.06 -0.4 | 772 45.27        | 819 4.70   | 807 64.60       | 648 4:45.17 |
| 18    | Haifeng Qi             | Kina           | 7835 SB     | P M W      | 827 11.15 -0.4 | 866 7.22 +1.6  | 692 13.40     | 740 1.93   | 843 49.39 | 899 14.60 -0.4 | 797 46.46        | 702 4.30   | 784 63.09       | 685 4:39.32 |
| 19    | Massimo Bertocchi      | Kanada         | 7714        | P M W      | 861 11.00 +0.3 | 826 7.05 -0.8  | 734 14.10     | 714 1.90   | 875 48.72 | 934 14.32 -0.5 | 765 44.91        | 819 4.70   | 520 45.33       | 666 4:42.26 |
| 20    | Jangy Addy             | Liberia        | 7665 NR     | P M W      | 915 10.76 +0.3 | 905 7.38 +0.9  | 784 14.91     | 740 1.93   | 885 48.51 | 935 14.31 -0.5 | 711 42.30        | 673 4.20   | 626 52.50       | 491 5:12.22 |
| 21    | Daniel Awde            | Storbritannien | 7516        | P M W      | 847 11.06 -0.2 | 842 7.12 +0.3  | 608 12.03     | 610 1.78   | 950 47.16 | 887 14.69 -0.4 | 606 37.12        | 880 4.90   | 636 53.18       | 650 4:44.80 |
| 22    | Hadi Sepehrzad         | Iran           | 7483        | P M W      | 878 10.92 -0.1 | 767 6.80 +1.0  | 852 16.02     | 714 1.90   | 780 50.75 | 894 14.64 -0.4 | 877 50.32        | 617 4.00   | 582 49.56       | 522 5:06.67 |
| 23    | Damjan Sitar           | Slovenien      | 7336        | P M W      | 814 11.21 -0.6 | 874 7.25 -0.1  | 631 12.41     | 850 2.05   | 810 50.10 | 846 15.03 -0.4 | 649 39.25        | 617 4.00   | 548 47.23       | 697 4:37.37 |
| 24    | Slaven Dizdarevic      | Slovakien      | 7021        | P M W      | 825 11.16 -0.1 | 818 7.02 +0.3  | 727 13.97     | 767 1.96   | 724 52.02 | 777 15.61 -0.4 | 662 39.86        | 617 4.00   | 494 43.58       | 610 4:51.42 |
| 25    | David Gómez            | Spanien        | 6876        | P M W      | 834 11.12 -0.4 | 778 6.85 +0.9  | 703 13.58     | 636 1.81   | 849 49.27 | 897 14.61 -0.2 | 668 40.17        | 0 NM       | 771 62.22       | 740 4:30.74 |
| 26    | Mikko Halvari          | Finland        | 6486        | P M W      | 821 11.18 -0.6 | 785 6.88 -0.2  | 711 13.72     | 740 1.93   | 787 50.60 | 705 16.25 -0.4 | 823 47.71        | 0 NM       | 665 55.11       | 449 5:20.26 |
| 99    | Arthur Abele           | Tyskland       | DNF         | P M W      | 883 10.90 +0.3 | 691 6.47 +0.3  | 701 13.55     | 714 1.90   |           |                |                  |            |                 |             |
| 99    | Pavel Andreev          | Uzbekistan     | DNF         | P M W      | 759 11.47 -0.4 | 725 6.62 -0.3  | 738 14.15     | 794 1.99   | 0 DNF     |                |                  |            |                 |             |
| 99    | Gonzalo Barroilhet     | Chile          | DNF         | P M W      | 789 11.33 -0.4 | 833 7.08 +1.9  | 681 13.23     | 740 1.93   | 729 51.91 | 941 14.26 -0.5 | 789 46.07        | 0 NM       |                 |             |
| 99    | Carlos Chinin          | Brasilien      | DNF         | P M W      | 863 10.99 -0.2 | 799 6.94 +0.0  | 0 NM          | 794 1.99   | 851 49.21 |                |                  |            |                 |             |
| 99    | Victor Covalenco       | Moldavien      | DNF         | P M W      | 677 11.87 -0.1 | 697 6.50 +0.7  | 694 13.44     | 636 1.81   | 0 DNF     |                |                  |            |                 |             |
| 99    | Trey Hardee            | USA            | DNF         | P M W      | 970 10.52 +0.3 | 990 7.72 -0.2  | 697 13.49     | 850 2.05   | 921 47.75 | 949 14.20 -0.5 | 737 43.55        | 0 NM       |                 |             |
| 99    | Janis Karlivans        | Lettland       | DNF         | P M W      | 782 11.36 -0.6 | 876 7.26 +1.3  | 780 14.85     | 661 1.84   | 742 51.61 | 816 15.28 -0.4 | 757 44.54        |            |                 |             |
| 99    | Dmitrij Karpov         | Kazakstan      | DNF         | P M W      | 685 11.83 +0.3 |                |               |            |           |                |                  |            |                 |             |
| 99    | Tom Pappas             | USA            | DNF         | P M W      | 834 11.12 -0.2 | 913 7.41 +1.3  |               |            |           |                |                  |            |                 |             |
| 99    | Vitalij Smirnov        | Uzbekistan     | DNF         | P M W      | 740 11.56 -0.4 | 0 NM           | 698 13.51     |            |           |                |                  |            |                 |             |
| 99    | Alexej Sysoev          | Ryssland       | DNF         | P M W      | 854 11.03 -0.2 | 760 6.77 +0.3  | 816 15.42     | 906 2.11   | 782 50.71 | 0 DNF -0.4     |                  |            |                 |             |
| 99    | Hans van Alphen        | Belgien        | DNF         | P M W      | 799 11.28 -0.4 | 709 6.55 +0.3  | 781 14.86     | 661 1.84   |           |                |                  |            |                 |             |
| 99    | Frédéric Xhonneux      | Belgien        | DNF         | P M W      | 771 11.41 -0.1 | 799 6.94 +0.5  | 728 13.99     | 714 1.90   | 0 DNF     |                |                  |            |                 |             |
| 99    | Attila Zsivóczky       | Ungern         | DNF         | P M W      | 679 11.86 -0.1 | 0 NM           |               |            |           |                |                  |            |                 |             |

 VR - Världsrekord / =SB - Tangerat säsongsbästa / PB - Personbästa / SB - Säsongsbästa